# سيدي حنيش
قرية سيدي حنيش هي إحدى القرى التابعة لمركز مرسى مطروح في محافظة مطروح في جمهورية مصر العربية. حسب إحصاءات سنة 2018، بلغ إجمالي السكان في سيدي حنيش 1,904 نسمة، منهم 1,024 رجل و 880 امرأة.